# 下関市立神田小学校
下関市立神田小学校（しものせきしりつ かんだしょうがっこう）は、山口県下関市にあった公立小学校。
同市内の「神田小学校」は2校存在した。詳細は以下に述べる。

## 概要
通常、同じ自治体内に、同じ設立母体による同名の公立学校が複数存在することはない（同名の都道府県立学校と市町村立学校が存在するケースはある）。しかし下関市の場合、2005年（平成17年）2月13日に旧下関市と豊浦郡4町が合併した際、本庁地区の西神田町にある「（旧）下関市立神田小学校」と、豊北町神田にある「豊北町立神田小学校」が共に（新）下関市立に移管し、合併協議会等でも重複する名称の取り扱いについて特に議論されなかった（地名については豊浦郡4町の区域で旧町名を冠することとしたため、地名が重複することが想定されなかった）ことから、同じ名前の「下関市立神田小学校」が2校存在する事態になったのである。
両校を区別するときは、本庁地区（西神田町）の方を「神田（下関）小学校」または「神田（南）小学校」、豊北地区（豊北町神田）の方を「神田（豊北）小学校」と呼び分けている。

## 西神田町
下関市立神田小学校（しものせきしりつ かんだしょうがっこう）は、山口県下関市西神田町にある公立小学校。
1955年4月に開校。JR西日本下関駅北側に位置しており、市中心部の神田町、東神田町・西神田町・新地町・伊崎町などを校区としていた。最も多い1962年（昭和37年）には1546人が学ぶマンモス校でもあったが生徒数の減少が進み、2017年3月末をもって下関市立桜山小学校に統合された。校区の一部は下関市立向山小学校に編入された。

### 沿革
- 1955年（昭和30年）4月 - 開校
- 2017年（平成29年）2月26日 - 閉校式典を開催[3]

### 主な出身者
- 中尾友昭（元下関市長）
- 松田優作（俳優）

## 豊北
下関市立神田小学校（しものせきしりつ かんだしょうがっこう）は、山口県下関市豊北町大字神田にあった公立小学校。

### 沿革
- 1873年（明治6年） - 協和尋常小学校創立
- 1884年（明治17年） - 積成（島戸）、惜陰（角島）、保信（鳴滝）の3校を分校とする。
- 1911年（明治44年） - 神田尋常高等小学校創設
- 1941年（昭和16年） - 神田国民学校に改称
- 1947年（昭和22年） - 神田村立神田小学校に改称
- 1955年（昭和30年） - 豊北町立神田小学校に改称
- 2005年（平成17年） - 下関市立神田小学校に改称
- 2019年（平成31年） 3月31日- 下関市立滝部小学校（2020年3月廃校、4月下関市立豊北小学校に統合）への統合のため廃校[5]